# Quint Peteli Libó Visol
Quint Peteli Libó Visol (en llatí: Quintus Poetelius Libo Visolus) va ser un magistrat romà. Formava part de la gens Petèlia, d'origen plebeu.
És conegut únicament perquè va ser un dels membres del segon decemvirat l'any 450 aC. El 449 aC va ser un dels comandants de les tropes romanes que van fer front a la invasió dels sabins. El mencionen Titus Livi i Dionís d'Halicarnàs.